# Salim Ben Ali
Salim Ben Ali (ur. ok. 1918, zm. 2002) – komoryjski polityk, premier Komorów od 1978 do 1982.

## Życiorys
Należał do Unii Komorskiej na rzecz Postępu. Pracował w administracji państwowej. Po tym, jak 15 grudnia jego partia wygrała wybory, Ali objął funkcję premiera. 25 stycznia 1982 premier Ahmed Abdallah odwołała go ze stanowiska, zastąpił go Ali Mroudjaé.
Jego pasierbem był Abbas Djoussouf, premier kraju między 1998 a 1999.